# Гуменники (Рівненський район)
Гуме́нники — село в Україні, у Рівненському районі Рівненської області. Населення становить 70 осіб. Належить Дядьковицькій сільській громаді.

## Історія
З Підгірців на схід веде шлях до Гуменник, що на віддалі півтора кілометра. Оминувши кілька придорожніх садиб, перед в’їздом у село, що в глибокій рівнинній низовині, праворуч видно обрамлені гребельками ставки, а далі пару вуличок з одиноким громадським об’єктом крамничкою. Наприкінці XX ст. у Гуменниках було 50 дворів, 117 мешканців. Першу достовірну згадку Гуманник вдалося виявити в акті 1587 року, де сказано, що «село Гуменники» у числі інших передається відповідно до закладної Олександра Пронського князю Янушу Заславському з правом судити й страчувати селан. У дарчій грамоті Юрія Чарторийського під 1595 роком є опис межових границь маєтків, які передаються Пересопницькому монастирю. І там сказано: «А от Милостова за Стублем идут владения Гуменник». За актом 1603 року «имение Гуменники» як маєтність Пронського й його дружини Богушової (Боготвинової) знову стає предметом обміну на інші володіння. У наступному році кілька разів згадується «став на Гуменниках», а також «гуменницкий фельварок», де відробляли панщину. У записі 1691 року читаємо: «ве всі (в селі) Гуменниках некие пришельцьі ограбили корчму, побили дворових и на украденньїх лошадях уехали с Гуменник по Новоселковской дороге. Преследувавшие их, не возвратились». Акт 1704 року перераховує повинності «гуменницких крестьян», у числі котрих данина з рибних уловів, лісових «бортей». На той приблизно час Гуменники мали понад 40 дворів, розміщених вздовж однієї вулички.
За книгою Миколи Теодоровича 1889 року «село Гумсішики» єпархіально відносилось до Милостова, що на віддалі 1 киюм<-1 |>а по другому боці річки. У Гуменниках, як і в Плоскій, була римо католицька каплиця, а також понад 9 десятин церковної землі, належної Милостову. За народною оповіддю, Гуменники започатковані в околиці панського фільварку неподалік «чворака», де проживали дозорці двох гумен - чотири брати, названі за їх професією гуменниками. Неофіційно до Гуменник відносили хутори: Діброва - «осада на місці однойменного урочища в напрямку Заріцька», Підгорецький - «заселена висота в бік Підгірців». У цей ряд примикають кутки: Коло Цаля - «неподалік садиби лісника Цаля»; До Шевця, До Лємпа - «від прізвищ жителів»; Село - «центр осади». Назви мають теж інші об’єкти, такі як поля: Попова волока - «церковна земля»; Криві ланки - «власницькі наділи ґрунтів з багатьма згинами»; Четвертки - «землі площею четвертої долі десятини»; За фігурою - «лан за наддоріжним Хрестом»; Ліщина - «нивка при ліщиновому гаю»; Коло Вішальника - «ґрунти під селом Заріцьком в урочищі Вішальник»; На Бомбинах - «ніби в місцях бомбових вибоїн»; Придатки - «додаткові наділи землі»; болота: Заячі уші - «котлован за формою заячих вух»; Плави - «заливний багнистий луг»; Шмарець - «місце з шмарою - ряскою, тванню, баговиною»; Смужка - «довга в 2 км полоса заболоченого сінокосу»; Підочереття - «осушений ґрунт під заростями очерету»; Плесо - «рівний середболітний культивований ґрунт»; інші об’єкти: Посадка - «новонасаджений гай»; Підгори - «пасовисько на схилах горбів»; Ферма - «околиця тваринної ферми»; Глинище - «глиняний кар’єр»; Гайок - «лісок серед поля»; Корчмище - «наддоріжжя, де стояла корчма»; Стійло - «калюжа біля тваринного постою»; Коло кладки - «сінокіс в околиці річкової кладки».